# Aliaksandr Korzun
Aliaksandr Korzun (né le 17 mars 1985) est un athlète biélorusse, spécialiste du décathlon.
Il a remporté des titres en salle ou en plein air (national de moins de 23 ans en 2006 à la fois en salle et en plein air).
Ses meilleurs résultats sont :
| Discipline  | Temps ou distance | Lieu                                              | Date                                                 |
| ----------- | ----------------- | ------------------------------------------------- | ---------------------------------------------------- |
| 100 m       | 10 s 66           | Brest (Biélorussie)                               | 23 mai 2009                                          |
| 200 m       | 21 s 71           | Hrodna (Biélorussie)                              | 9 juillet 2008                                       |
| 400 m       | 48 s 47           | Desenzano del Garda (Italie)                      | 13 mai 2006                                          |
| 1 500 m     | 4 min 39 s 41     | Desenzano del Garda                               | 6 mai 2007                                           |
| 110 m haies | 14 s 64           | Minsk (Biélorussie)                               | 4 juin 2009                                          |
| Hauteur     | 2,01 m            | Tallinn (Estonie) Woerden (Pays-Bas)              | 7 juillet 2007 29 août 2009                          |
| Perche      | 4,60 m            | Minsk Yalta (Ukraine) Desenzano del Garda Tallinn | 8 juin 2006 2 juillet 2006 6 mai 2007 8 juillet 2007 |
| Longueur    | 7,18 m            | Desenzano del Garda                               | 5 mai 2007                                           |
| Poids       | 13,96 m           | Tallinn                                           | 26 juin 2010                                         |
| Disque      | 41,22 m           | Szczecin (Pologne)                                | 28 juin 2009                                         |
| Javelot     | 59,80 m           | Minsk                                             | 8 juin 2006                                          |
| Décathlon   | 7 777 pts         | Minsk                                             | 8 juin 2007                                          |

Son meilleur résultat a été une 9e place en Coupe d'Europe (Première ligue) en 2006 à Yalta. Il avait terminé 12e des Championnats d'Europe junior à Tampere en 2003.